# Dimetilsulfuro
El dimetilsulfuro (DMS), tioéter dimetílico, dimetitioéter, sulfuro de dimetilo o metiltiometano es un compuesto organoazufrado cuya fórmula es (CH3)2S. Es el tioéter más sencillo, es un líquido inflamable que hierve a los 37 °C (99 °F) y tiene un olor desagradable bastante característico. Forma parte del olor producido por la cocción de algunos vegetales, en particular el maíz, la col, la remolacha y el marisco. Es también un indicador de la contaminación bacteriana que se produce en la fabricación de la malta y la cerveza. Es un producto de descomposición del dimetilsulfoniopropionato (DMSP), y también se produce por el metabolismo bacteriano del metanotiol.

## Aparición y producción
El DMS se obtiene principalmente del DMSP, un importante metabolito secundario de algunas algas marinas. El DMS es el compuesto biológico de azufre más abundante que se libera a la atmósfera. La emisión se produce en los océanos a través del fitoplancton. El DMS también se produce de forma natural por la transformación bacteriana de los residuos de dimetilsulfóxido (DMSO) que se vierten al alcantarillado, donde pueden causar olores molestos en el ambiente.
El DMS está oxidado en la atmósfera marina dando lugar a varios compuestos que contienen azufre, como el dióxido de azufre, el dimetilsulfóxido (DMSO), la dimetilsulfona, el ácido metanosulfónico y el ácido sulfúrico. Entre estos compuestos, el ácido sulfúrico tiene la capacidad de crear nuevos aerosoles que actúen como núcleos para la condensación de las nubes. Suele dar lugar a la formación de partículas de sulfato en la troposfera. Debido a esta interacción con la formación de las nubes, la producción masiva del DMS en la atmósfera sobre los océanos puede influir considerablemente en el clima de la Tierra. La hipótesis CLAW sugiere que, de este modo, el DMS puede tener un papel fundamental en la homeostasis planetaria.
El fitoplancton marino también produce dimetilsulfuro, y el DMS también se obtiene por la división bacteriana del DMSP extracelular. El DMS se conoce como el «olor del mar», aunque lo más exacto es decir que el DMS es un componente del olor del mar; otros son derivados químicos del DMS, como los óxidos, y otros son feromonas de algas, como los dictiopterenos.
Se ha descubierto que el dimetilsulfuro, el disulfuro de dimetilo y el trisulfuro de dimetilo son algunos de los volátiles que desprende la planta que atrae a las moscas conocida como «yaro tragamoscas» (Helicodiceros muscivorus). Estos compuestos son componentes de un olor similar al de la carne podrida, el cual atrae a varios polinizadores que se alimentan de carroña, como muchas especies de moscas.

### Procesos industriales
En la industria, el sulfuro de dimetilo se produce al tratar el sulfuro de hidrógeno que contiene metanol en exceso sobre un catalizador de óxido de aluminio:
2 CH3OH + H2S → (CH3)2S + 2 H2O
El dimetilsulfuro se emite en las fábricas de pulpeo Kraft como un producto secundario de la deslignificación.

### Fisiología del dimetilsulfuro
El dimetilsulfuro suele estar presente en niveles muy bajos en personas sanas, en concreto, por debajo de los 7 nM en la sangre, menos de 3 nM en la orina y entre 0,13 y 0,65 nM en el aliento espirado.
En concentraciones patológicamente peligrosas, se conoce como dimetilsulfidemia. Esta enfermedad está asociada a la halitosis sanguínea y a la dimetilsulfiduria.
En personas con enfermedades hepáticas crónicas (cirrosis), se pueden presentar niveles elevados de dimetilsulfuro en el aliento, lo que provoca un olor desagradable (fetor hepaticus).

## Olor
El dimetilsulfuro tiene un olor característico que suele describirse como un olor parecido al de la col. Resulta muy desagradable incluso a concentraciones muy bajas. Algunos informes afirman que el DMS tiene un umbral de olor bajo que puede variar entre los 0,02 y los 0,1 ppm según la persona, pero se ha indicado que el olor atribuido al dimetilsulfuro puede deberse en realidad a los disulfuros, polisulfuros e impurezas tiólicas, ya que el olor del dimetilsulfuro es mucho menos desagradable después de lavarlo con cloruro de mercurio acuoso saturado. El dimetilsulfuro también está disponible como un aditivo alimentario para dar un sabor salado; en este uso, su concentración es baja. La remolacha, los espárragos, la col, el maíz y los mariscos producen dimetilsulfuro cuando se cocinan.
El dimetilsulfuro también lo producen algunos microorganismos planctónicos marinos, como los cocolitóforos, por lo que es uno de los principales componentes del olor característico que desprenden los aerosoles de agua de mar, que componen una parte del aire marino. En la época victoriana, antes de que se descubriera el DMS, el origen del «fuerte» aroma del aire marino se atribuía al ozono.

## Usos industriales
El dimetilsulfuro se considera el tioéter más importante que se produce industrialmente. Uno de sus principales usos es la producción de dimetilsulfuro de borano a partir del diborano:
B
2H
6  +  2 (CH
3)
2S   →   2 BH
3(S(CH
3)
2)
La oxidación del dimetilsulfuro genera el disolvente dimetilsulfóxido. Una oxidación posterior produce la dimetilsulfona.

## Reacciones químicas
Tal y como se ha explicado anteriormente en la formación de su aducto con el borano, el dimetilsulfuro es una base de Lewis. Se clasifica como un ligando blando (véase también el modelo ECW). Forma complejos con muchos metales de transición, pero estos aductos suelen ser poco estables. Por ejemplo, sirve de ligando desplazable en el cloro(dimetilsulfuro)oro(I).
El dimetilsulfuro se utiliza en la preparación de la ozonólisis de los alquenos. Éste reduce el intermediario trioxolano. La oxidación de Swern produce el sulfuro de dimetilo mediante la reducción del dimetilsulfóxido.
Con agentes clorantes como el cloruro de sulfurilo, el dimetilsulfuro se convierte en clorodimetilsulfuro:
SO
2Cl
2  +  (CH
3)
2S   →   SO
2  +  HCl  +  (ClCH
2)(CH
3)S
Al igual que otros compuestos con metiltio, el DMS se desprotona gracias al butil-litio:
BuLi  +  (CH
3)
2S   →   BuH  +  (LiCH
2)(CH
3)S

## Seguridad
El dimetilsulfuro es muy inflamable e irrita los ojos y la piel. Es nocivo si se ingiere. Tiene un olor desagradable incluso a concentraciones muy bajas. Su temperatura de combustión es de 205 °C.

## Astrobiología
En septiembre de 2023, el telescopio espacial James Webb encontró trazas de dimetilsufuro en el exoplaneta K2-18b, despertando la expectación de futuras confirmaciones, dada la vinculación del gas con la vida.